# Cayo Sabucio Mayor Ceciliano
Cayo o Gayo Sabucio Mayor Ceciliano (en latín: Gaius Sabucius Maior Caecilianus) fue un senador romano que ocupó varios puestos en el servicio imperial. El cargo más alto que ostentó fue el de cónsul sufecto en 186 con Cayo Valerio Seneción como compañero.

## Orígenes familiares
El nombre de su nieto, Gayo Sabucio Mayor Plotino Faustino, quien le dedicó una inscripción en su honor, indica que su gentilicium es "Sabucio Mayor". Sabucio es un nomen estrusco muy poco común y Anthony Birley aporta solamente otros dos miembros de la gens y sugiere que tiene su origen en Italia y no en las provincias.

## Carrera política
Dos inscripciones procedentes de Roma documentan el cursus honorum de Sabucio y una de ellas desarrolla su cursus honorum de la siguiente forma:

C(aio) Sabucio C(ai) f(ilio) Quir(ina) Maiori

Caeciliano co(n)s(uli)

sodali August(ali) Claudial(i) proco(n)s(uli) prov(inciae)

Acha(iae) leg(ato) Aug(usti) pr(o) pr(aetore) prov(inciae) Belgicae 4

praef(ecto) aerari(i) mil(itaris) leg(ato) iurid(ico) prov(inciae)

Britanniae iurid(ico) per Flamin(iam) et

Umbriam curat(ori) viae Salar(iae) et

alimentorum praet(ori) candid(ato) tr(ibuno) pleb(is) 8

[-------]

El primer puesto del que se tiene constancia fue el de Tribuno de la plebe y después fue pretor candidato, patrocinado por el emperador. Inmediatmente después, se le encomendó el cuidado de la vía Salaria y de los alimenta de Italia, para pasar inmediatamente a ser Iuridicus de la regio Flaminia de Italia y luego sirvió como iiuridicus en Britania c. 172-175, seguido por la prefectura de aerarium militare c. 176-179. Birley fecha sus siguientes cargos, gobernador de Galia Bélgica en c. 180-183 y procónsul de Acaya en 184/185. Su carrera culminó como consul suffectus para el nundinum de octubre a diciembre de 186. Además, fue sodal del culto imperial, asignadado al de los emperadores Augusto y Claudio